# Cors de ferro
Cors de ferro (títol original: Casualties of War) és una pel·lícula estatunidenca dirigida per Brian De Palma, estrenada l'any 1989. Ha estat doblada al català.

## Argument
És l'estiu, fa una calor angoixant. En un autobus, un jove, Eriksson, mira una jove asiàtica. S'adorm.
Les bombes plouen en plena jungla, és de nit. És la guerra del Vietnam. El soldat Eriksson corre. De sobte el sòl s'enfonsa sota els seus peus. Eriksson queda immobilitzat fins a la cintura, les cames atrapades en una galeria de Viet Cong. Un soldat enemic repta dirigent-se dret cap a l'americà, el ganivet entre les dents. El sergent Meserve salva el seu recluta in-extremis. Poc després, mentre que el seu millor amic ha caigut sota les bales dels vietnamites, Meserve parla de procurar-se una dona d'una manera o d'una altra, el permís de sortida ha estat rebutjat. Eriksson creu que és una fanfarronada.
Encarregat d'una nova missió a l'alba, Meserve posa el seu projecte en marxa. Ordena un raid de càstig sobre un poble, 3 dels seus homes i ell segresten una jove amb l'objectiu de violar-la, Eriksson i una nova recluta, Diaz, no poden oposar-s'hi. La jove és portada a marxes forçades, amb brutalitat. Malgrat les seves reticències, Diaz participa en la violació col·lectiva. Eriksson no cessa d'expressar el seu desacord, el seu fàstic pels seus camarades fins a posar-se en perill, és llavors confinat a la cabana on ha tingut lloc la violació. Més tard, sol amb ella, Eriksson intenta cuidar-la i alliberar-la. Meserve els fa buscar tots dos. Les queixes de la víctima exasperen Meserve que demana als seus homes matar-la, 3 refusen, el 4t la colpeja, titubeja, Meserve la remata d'una ràfega, ella cau del pont.
De retorn a la base, Eriksson es confessa a un camarada d'un altre grup. Els seus companys es malfien d'ell, el vigilen. Els seus superiors jeràrquics l'aconsellen oblidar, assegurant-li que no hi haurà continuació. Escapant a una temptativa d'assassinat, Eriksson es confia a un capellà militar. S'ha de posar en marxa una investigació, ja que s'ha trobat el cos de la noia. Meserve i els seus 3 còmplices passen per un tribunal marcial i són durament condemnats.
Eriksson es desperta en el bus del començament, a San Francisco. La jove asiàtica baixa oblidant una jaqueta. Eriksson l'encalça i prova de parlar-li. Respon « Heu tingut un malson però penso que ja ha acabat ».

## Repartiment
- Michael J. Fox: PFC. Sven Eriksson
- Sean Penn: Sergent Tony Meserve
- Don Harvey: Caporal Thomas E. Clark
- John C. Reilly: PFC. Herbert Hatcher
- Thuy Thu El: Tran Thi Oanh / la noia en el tren
- John Leguizamo: PFC. Antonio Diaz
- Jack Gwaltney: PFC. Rowan
- Erik King: Caporal Brown
- Ving Rhames: Tinent Reilly
- Dale Dye: Capità Hill

## Producció

### Guió
La pel·lícula s'inspira en històries reals com l'incident del turó 192 i el que relata la novel·la Casualties of War de Daniel Lang: 1966, soldats americans segresten, violen i finalment maten una jove pagesa vietnamita.

### Casting
La pel·lícula marca el començament al cinema de John C. Reilly i de John Leguizamo. Aquest últim trobarà Sean Penn en una altra pel·lícula de Brian De Palma, L'Atzucac (1993). Per la seva banda, Ving Rhames rodarà de nou amb el director en Missió impossible estrenada l'any 1996.

### Rodatge
La pel·lícula va ser principalment rodada a Tailàndia. L'escena del pont fou rodada a Kanchanaburi, a l'est del país, on es troba el Pont del riu Kwai. L'escena del tren va tenir lloc a San Francisco.
En una escena de combat al començament de la pel·lícula, es veu Eriksson tirar amb un M79 sobre una granada de mà llançada per un soldat Vietcong i la fer explotar en ple vol.

### Música
Llista títols de l'àlbum
1. Casualties of War - 9:20
2. Trapped in a Tunnel - 4:36
3. No Escape - 7:00
4. The Abduction - 4:46
5. No Hope - 2:30
6. The Rape - 3:58
7. The Death of Oahn - 2:30
8. The Healing - 2:12
9. The Fragging - 1:19
10. Waste Her - 3:39
11. Elegy for a Dead Cherry - 1:14
12. Elegy for Brown - 3:43

## Premis i nominacions
Premis
- Political Film Society 1990: premi de la pau[5]

Nominacions
- New York Film Critics Circle Awards 1990: millor realitzador (classificat 2n)
- Globus d'Or 1990: millor música de pel·lícula per Ennio Morricone
- Motion Picture Sound Editors 1990: millor muntatge dels efectes sonors
- Nacional Society of Film Critics Awards 1990: millor pel·lícula (classificada 3r)